# فيار دي كورنيخا
بلدية فيار دي كورنيخا (بالإسبانية: Villar de Corneja) هي بلدية تقع في مقاطعة آبلة التابعة لمنطقة قشتالة وليون وسط إسبانيا.

## الديموغرافيا
بلغ عدد سكان بلدية فيار دي كورنيخا 48 نسمة عام 2011 (وفقاً للمعهد الوطني للإحصاء الإسباني).
| 86 | 80 | 78 | 67 | 61 | 51 | 48 |